# JUST RADIO
JUST RADIO（ジャストレディオ）は、CROSS FMで放送されていたリクエスト中心のラジオ番組。放送期間は2003年3月31日-2007年3月29日。北九州本社スタジオからの生放送。

## 概要
- 開局10年の節目となる番組改編時に放送が開始された夕方のワイド番組。北野順一（JK）の1年振りの同局復帰ということでも話題を集めた。
- 当初1年間は、番組前半（21時頃まで）をリクエスト中心、後半は番組スタッフの選曲にリスナーからのメッセージを中心に放送。
- 2年目以降、MASAKIのみの担当となってからの番組コンセプトは「あなたにジャストフィット！」、合言葉は「あげていこうぜ！」。
- リスナーに電話をつなぐコーナーでは必ず最後に「ヴァイヴァイ！！」と独特のイントネーションで挨拶していた。
- エンディングには次番組『やぎラッチョー!』のナビゲーターである八木も出演していた（ステーションブレイクと時報があるのでクロストークではなかった）。
- NTT DoCoMo九州と協力し、FOMAの動画配信サービス「Vライブ」で生放送中のスタジオの様子を配信する試みも行っていた。(有料)
- イベントや祝日等などの時、天神きらめき通りスタジオからの生放送もあった。

## 変遷
- 2003年4月、番組放送開始。
  - 番組タイトルは『CROSS EVENING SHOW JUST RADIO』。
  - 月曜-金曜18:00-23:00の放送。
  - ナビゲーターは月・火がMASAKI、水・木が吉村昌広、金曜日はスタートから半年間北野順一（JK）が担当したが、10月からは八木徹に変わった。
    - JKのこの後5年間同局出演から離れることになる。
- 2004年4月、全日通してMASAKIの担当となり、『CROSS NIGHT SHOW JUST RADIO』に改題。
  - 同時期に月曜-木曜 19:00-23:00の放送となる。
  - 吉村昌広はこの番組を最後にFM802に異動、八木徹は「AIR MAGAZINE」の担当になった。但し八木はピンチヒッターを務めることもあった。
- 2005年4月、番組タイトルが『JUST RADIO』になる。
- 2006年4月3日、『YAGI RADIO』放送開始のため1時間短縮し、月曜-木曜19:00-22:00の放送に。
- 2007年3月22日、MASAKIが番組終了を同番組にて発表。
- 2007年3月29日、番組終了。

## ナビゲーター
- MASAKI

### 過去のナビゲーター
| 期間      | 期間      | 月・火 | 水・木   | 金           |
| --------- | --------- | ------ | -------- | ------------ |
| 2003.3.31 | 2003.9.26 | MASAKI | 吉村昌広 | 北野順一     |
| 2003.9.29 | 2004.3.31 | MASAKI | 吉村昌広 | 八木徹       |
| 2004.4.1  | 2007.3.29 | MASAKI | MASAKI   | （放送なし） |

## コーナー
- JUST BINGO
「Vライブ」で協力しているNTT DoCoMo九州がスポンサー。
リスナー2人が神経衰弱でアーティストグッズなど豪華プレゼントを争奪する。
9つの数字の中から2つを選び、その数字に当てられたプレゼントがそろえばその商品をもらうことができる。
ジョーカーが当てられた数字を選んだリスナーはリタイア。新たなリスナーに電話をつなぐ。
「MASAKIに～と言ってください」「あげていこうぜ！と言ってください」といった指令が当てられた数字もある。その場合、もう1回2枚引けるカード「ラッキーカード」と次の人に進むの2種類がある。
2006年4月1日からスポンサーのNTT DoCoMo九州と絡めてオールマイティとして使える「ドコモチャンスカード」が当てられた数字が登場した。
2005年3月31日まで1日3回あったが、2006年4月1日から1回になっている。
- SOUND ASSORT（2006年4月-）
局に届いたばかりの音源や発売間近・発売日の曲をフラッシュでオンエア。
- MASAKI'S FORCUS（2006年4月-）
MASAKIが最近気になっているものを話したり語ったりする。
番組ページの日記と連動している。
- ラストコールリクエスト（2006年4月-）
8時代後半に発表されるリクエストテーマに沿ったリクエストを送ったリスナーから1人を選び、番組最後に電話をつなげてその日の番組ラストナンバーのコールをしてもらう。
出演したリスナーは3種類のアーティストプレゼントから好きなものを選ぶことができる。
- JUST GATE（-2006年3月）
曜日替りで、チャート・ラジオドラマ・おすすめ音源など、様々な企画をする。
- JUST REQUEST（-2006年3月）
通称ジャスリク。
毎日発表されるテーマに合わせたリクエストを募集、紹介。
- ラジオネーム DE ルーレット（-2006年3月）
プレゼント獲得コーナー。
MASAKIが届いたメールのラジオネームを30秒で一気に読み上げ、最後に読まれたリスナーにコールバック。合言葉を言えればプレゼント獲得。
- GREATER BRIT ANIMALS（月、期間限定）
最新UKロックを紹介。